# Сент-Обен, Шарль-Жермен
Шарль-Жермен де Сент-Обен (фр. Charles-Germain de Saint-Aubin; 17 января 1721, Париж — 6 марта 1786, там же) — французский рисовальщик и гравёр, мастер офорта и специалист по орнаментам для вышивок. Его младшие братья, Габриель-Жак, Огюстен и Луи-Мишель де Сент-Обен, также были известными художниками. Шарль-Жермен известен и тем, что написал теоретический трактат «Искусство вышивальщицы» (L’Art du Brodeur), опубликованный в 1770 году.

## Биография

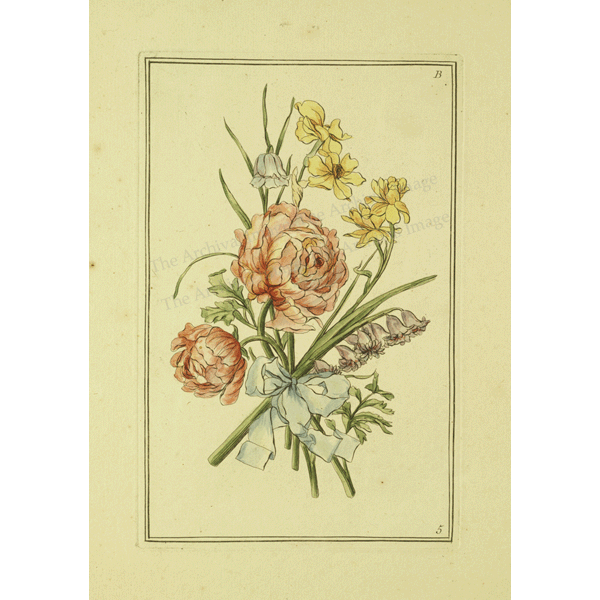
Орнамент для вышивки. Около 1787 г.

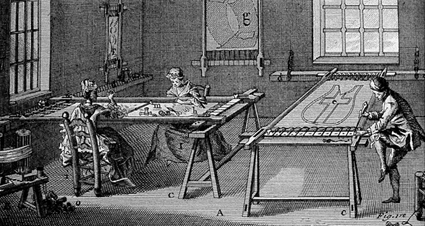
Иллюстрация из книги «Искусство вышивальщицы». 1770

Шарль-Жермен происходил из семьи художников, он был сыном Габриеля-Жермена де Сент-Обен (1696—1756), вышивальщика короля Людовика XV, и Анны Буассе, также королевской вышивальщицы. Дядя и братья были придворными живописцами короля. Шарль-Жермен учился рисованию, но решил совершенствовать своё мастерство на ткацких фабриках Лиона. 26 января 1751 года Шарль-Жермен женился на Франсуазе Обли, от которой у него было трое детей.
Художник получил титул «рисовальщика короля» по вышивкам и кружевам, который из-за его мастерства никто не мог оспорить. После смерти жены, скончавшейся от последствий последних родов 11 сентября 1759 года, он отдал сына Жермена-Огюстена в пансион; дочь Катрин-Ноэль, прозванная Розой, его старшая дочь Мария-Франсуаза и её сестра Катрин-Луиза поселились вместе с ним. Шарль-Жермен продолжал работу в качестве сочинителя рисунков для тканей и вышивок. В 1770 году он отправился во Фландрию, чтобы изучать картины фламандских живописцев и работу кружевных фабрик. Он передал в Академию наук свой трактат о вышивке, который был принят и напечатан. В 1771 году Шарль-Жермен побывал в Лионе и Провансе. Его дочь Мария-Франсуаза, также ставшая художницей, вышла замуж 19 февраля 1773 года за Жака Роша Доннебека, портье короля. В январе 1780 года он женил свою вторую дочь Розу на Пьере Адриане Паризи, нотариусе из Фонтенбло. Художник скончался в Париже 6 марта 1786 года.

## Творчество
При жизни Шарль-Жермен де Сент-Обен пользовался покровительством мадам де Помпадур. Официальной фаворитке короля Людовика XV он нравился настолько, что она подарила ему набор редких красок из Китая и даже мебель и фарфор из Японии.
Художник был автором серий орнаментальных гравюр на самые разные темы, его считали талантливым карикатуристом. В композициях Шарля-Жермена, в том числе в орнаментах, рисунках вензелей и буквиц, часто присутствуют необычные, фантастические и юмористические мотивы. Он умел придать остроумие и грацию любой детали, не исключая самых обыденных предметов. Творчество Сент-Обена занимает важное место после Антуана Ватто и Франсуа Буше среди мастеров стилей французского регентства и рококо.

## Галерея

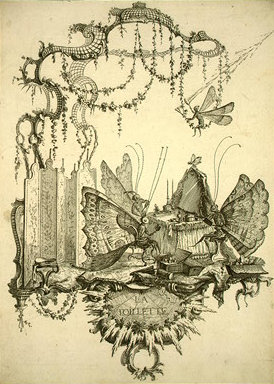
Туалет. Из серии «Эссе о человеческих бабочках». 1756. Офорт
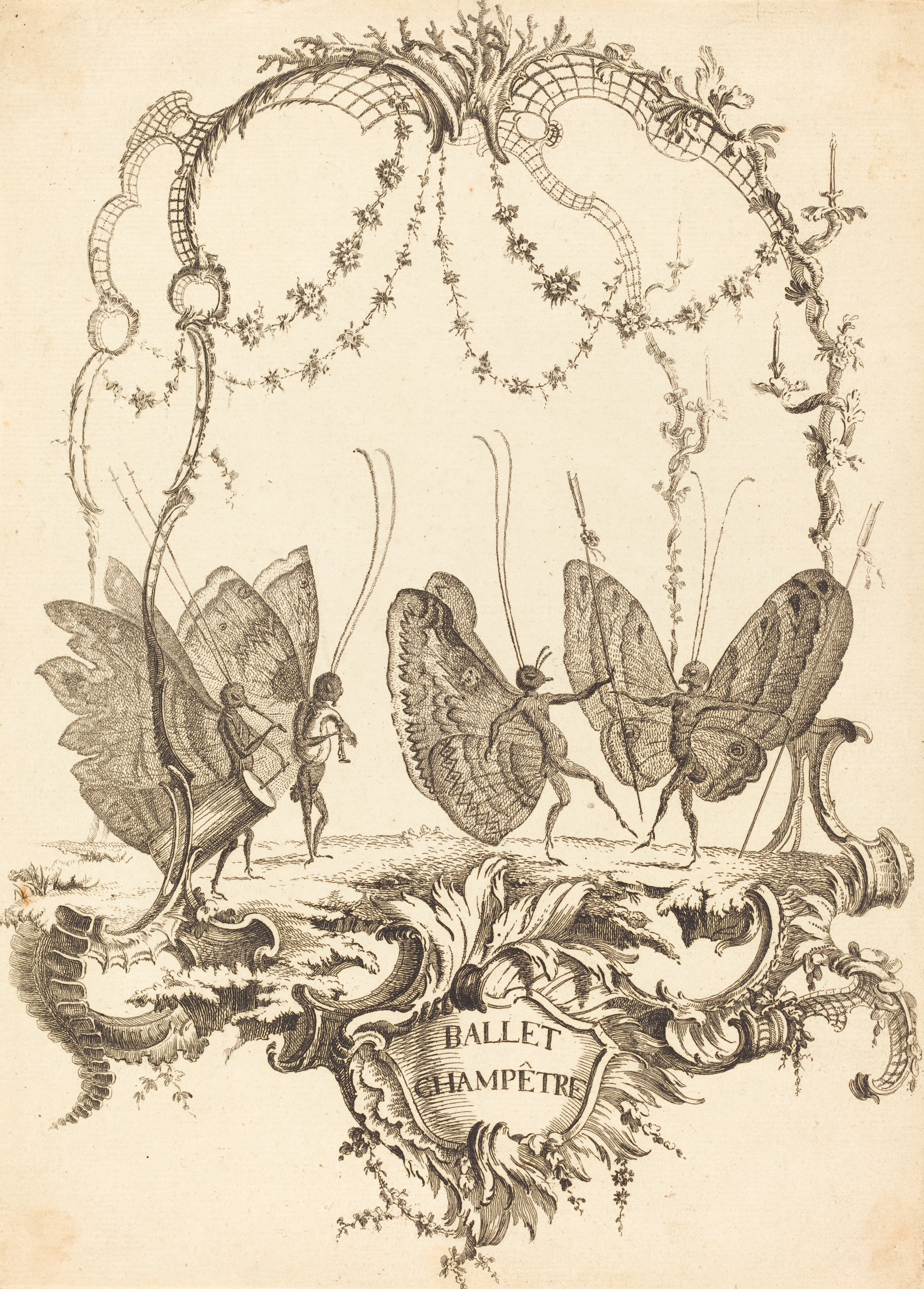
Балет. Из серии «Эссе о человеческих бабочках». 1756. Офорт
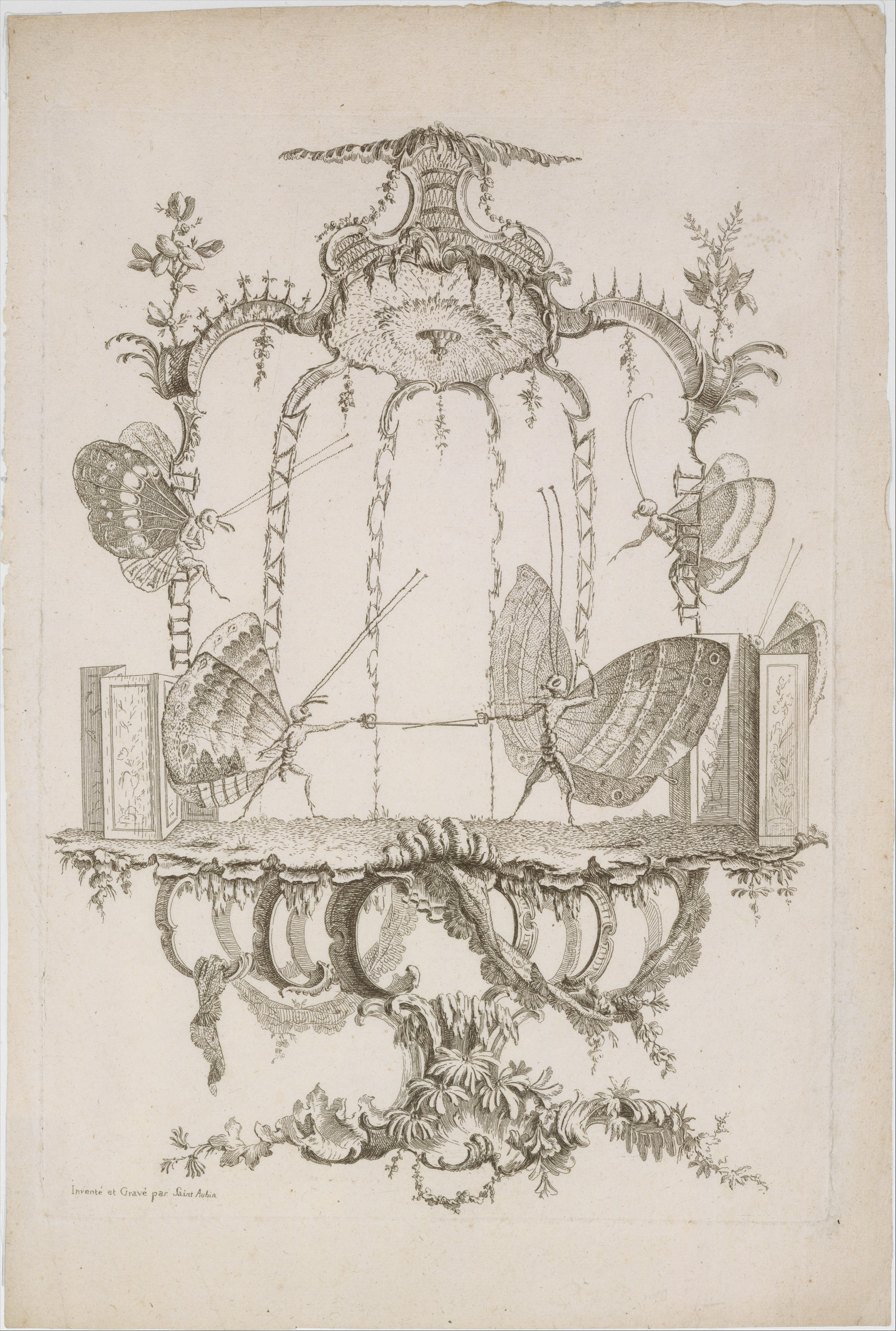
Дуэль. Из серии «Эссе о человеческих бабочках». 1756. Офорт
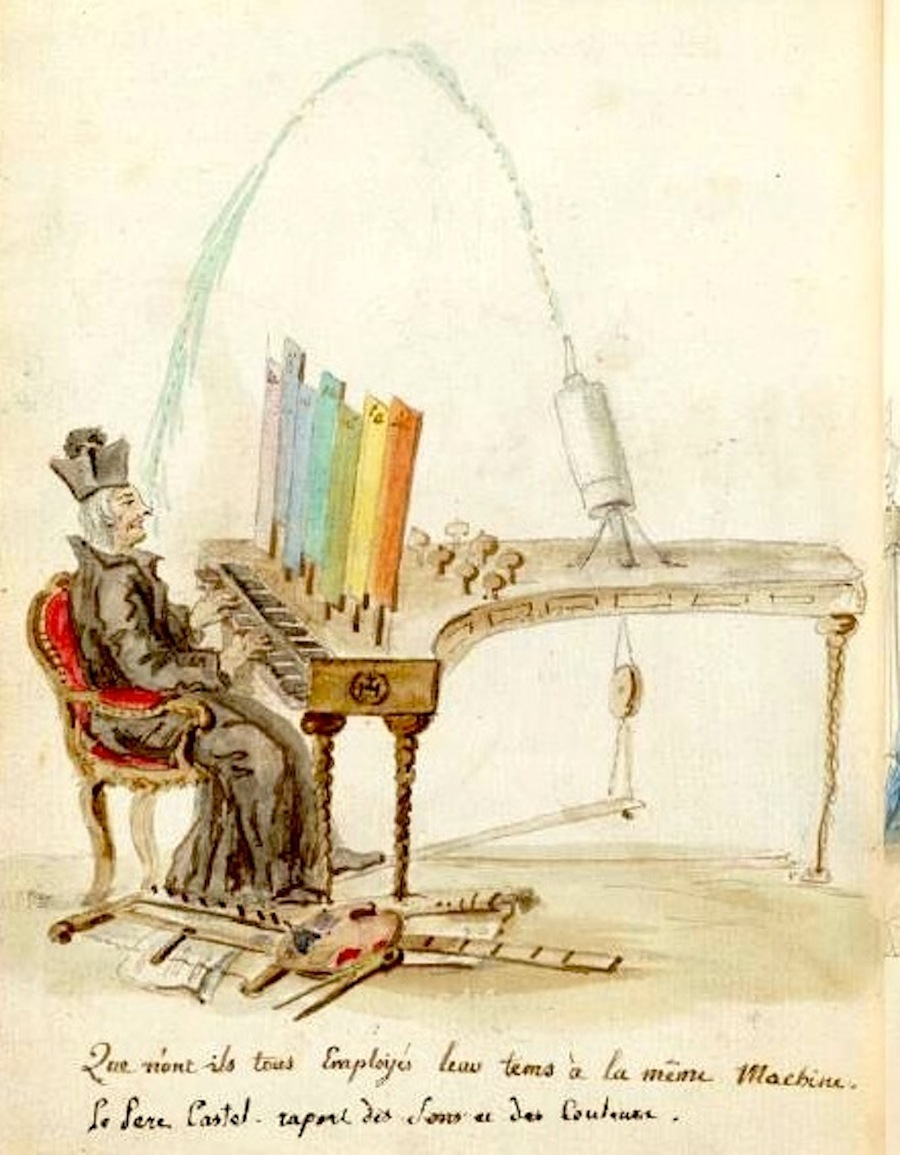
Карикатура на цветовой клавир Луи-Бертрана Кастеля
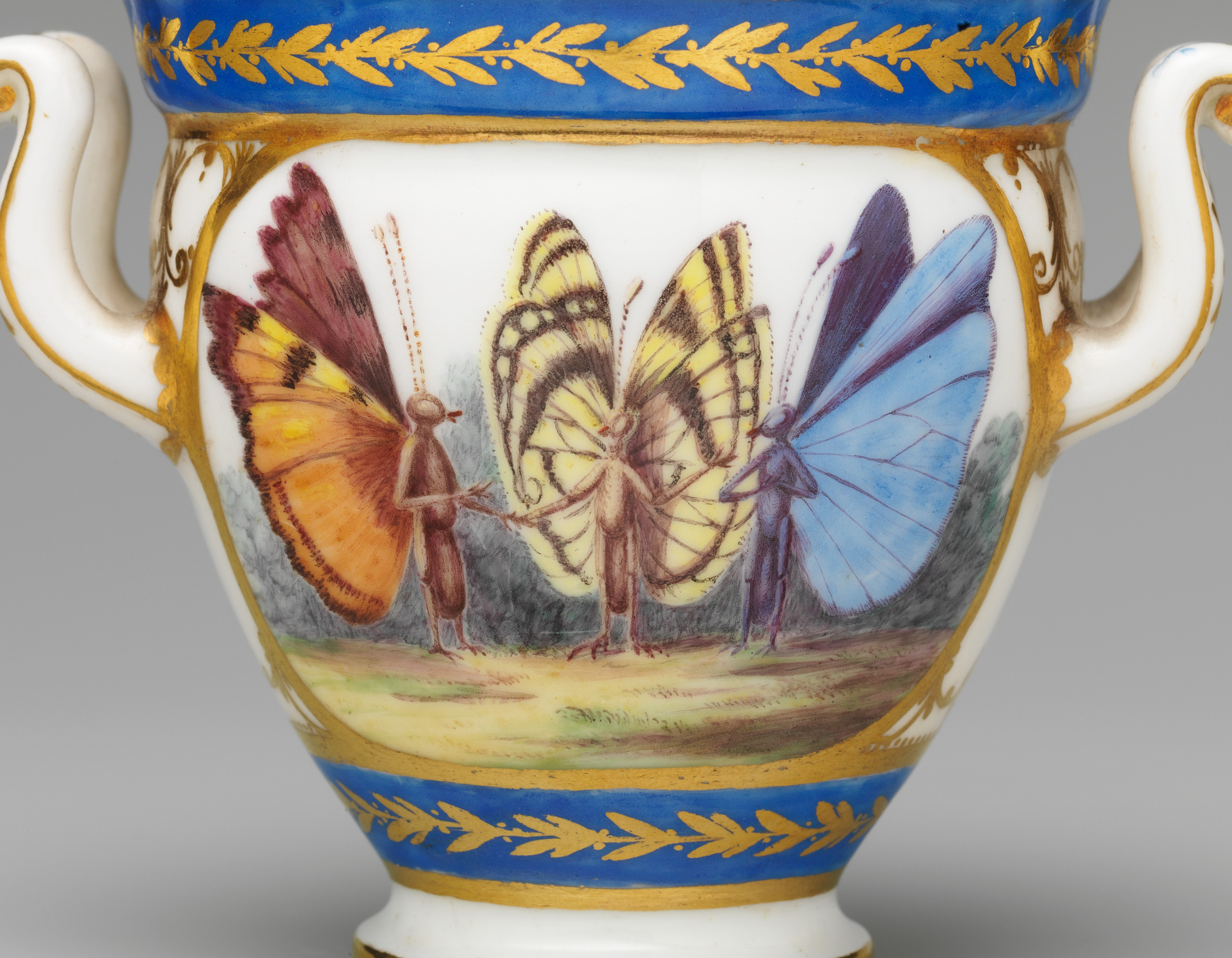
Чаша с росписью по мотивам карикатур Сент-Обена. Фарфор. Севр. 1794

## Теоретические труды и альбомы гравюр
- Искусство вышивальщицы (L’Art du Brodeur. Paris, L. F. Delatour, 1770)
- Пасторальные букеты, посвященные мадам маркизе де Помпадур (Bouquets champêtres dédiés à Madame la Marquise De Pompadour. Paris, Veuve F. Chéreau)
- Эссе о человеческих бабочках (Essai de papillonneries humaines. Paris, vers 1748—1756)
- Первая коллекция фигур, изобретённая де Сент-Обеном, рисовальщиком короля (Premier recueil de chiffres inventés par de Saint Aubin, dessinateur du Roi. Paris, F. Chéreau, 1788)
- Вторая коллекция фигур, изобретенная де Сент-Обеном, рисовальщиком короля (Deuxième recueil de chiffres inventés par de Saint Aubin, dessinateur du Roi. Paris, Vve Chéreau)
- Искусство одежды (Les Arts de l’habillement. Genève, Slatkine Reprints, 1984)